# Alhambra (Illinois)
Alhambra ist eine Gemeinde mit dem Status „Village“ im Madison County im Westen des US-amerikanischen Bundesstaates Illinois. Das U.S. Census Bureau hat bei der Volkszählung 2020 eine Einwohnerzahl von 622 ermittelt.

## Geografie
Die Stadt liegt im Metro-East genannten östlichen Teil der Metropolregion Greater St. Louis um die Stadt St. Louis im benachbarten Missouri, am nordöstlichen Rand des Vorortbereichs von St. Louis. Der Mississippi, der die Grenze zum Bundesstaat Missouri bildet, liegt 35 Kilometer westlich. Der Ort liegt auf 38°53′18″ nördlicher Breite und 89°43′53″ westlicher Länge und erstreckt sich über 2 km². Der Ort liegt in der Alhambra Township.
Benachbarte Orte sind Livingston (11,7 km nördlich), New Douglas (14,8 km nordöstlich), Grantfork (12,2 km südöstlich), Marine (15,2 km südsüdwestlich), Hamel (9,9 km westlich) sowie Worden (14,6 km nordwestlich). Das Stadtzentrum von St. Louis liegt 59,2 km südlich.

## Verkehr
Durch Alhambra verläuft in West-Ost-Richtung die Illinois State Route 140. Alle weiteren Straßen sind untergeordnete und teilweise unbefestigte innerörtliche Fahrwege.
Der St. Louis Regional Airport liegt 30,2 Kilometer westlich, der größere Lambert-Saint Louis International Airport liegt 73,3 Kilometer südwestlich von Alhambra.

## Demografische Daten
Nach der Volkszählung im Jahr 2010 lebten in Alhambra 681 Menschen in 241 Haushalten. Die Bevölkerungsdichte betrug 340,5 Einwohner pro Quadratkilometer. In den 241 Haushalten lebten statistisch je 2,37 Personen.
Ethnisch betrachtet setzte sich die Bevölkerung zusammen aus 97,8 Prozent Weißen, 0,3 Prozent Afroamerikanern, 0,3 Prozent Asiaten sowie 0,3 Prozent aus anderen ethnischen Gruppen; 1,3 Prozent stammten von zwei oder mehr Ethnien ab. Unabhängig von der ethnischen Zugehörigkeit waren 0,4 Prozent der Bevölkerung spanischer oder lateinamerikanischer Abstammung.
28,2 Prozent der Bevölkerung waren unter 18 Jahre alt, 44,0 Prozent waren zwischen 18 und 64 und 27,8 Prozent waren 65 oder älter. 51,5 Prozent der Bevölkerung war weiblich.
Das mittlere jährliche Einkommen eines Haushalts lag bei 46.875 US-Dollar. Das Pro-Kopf-Einkommen betrug 26.756 Dollar. 8,3 Prozent der Einwohner lebten unterhalb der Armutsgrenze.